# Rubus silvae-bavaricae
Rubus silvae-bavaricae är en rosväxtart som beskrevs av Gaggermeier. Rubus silvae-bavaricae ingår i släktet rubusar, och familjen rosväxter. Inga underarter finns listade i Catalogue of Life.